# Вулиця Соборності (Чернігів)
Вулиця Соборності — вулиця міста Чернігова на території бобровицького житлового масиву (від вул. Шевченка до вул. Седнівської вздовж вул. Рокосовського). Починається від вул. Рокосовського і йде до вулиці Генерала Пухова.
Була названа на честь Доценка Йосипа Трохимовича (1916-1943 рр.) — старшого лейтенанта, Героя Радянського Союзу, командувача 9 ротою 271-го Нижнєволзького стрілецького полку 181-ї Сталінградської ордена Леніна Червонопрапорної стрілецької дивізії, яка визволяла місто Чернігів 21.9.1943 р.

## Історія
Вперше вулиця Доценка з`являється на аерофотозйомці Люфтваффе 1943 р. На фотографії видно ґрунтову вулицю, забудовану приватними будинками. Вулиця закінчується стежками, які йдуть у нинішній Комсомольський парк і до вул. Радгоспної (нині вул.Пухова).
У кінці 60-х років XX ст. було прокладено асфальтовану дорогу і було розпочато забудову панельними будинками. Завершили забудову у середині 80-х років. Більшість будинків на вулиці — 5-поверхові.
За спогадами мешканців, в останні роки розбудови вулиці на розі вул. Доценка і вул. Пухова вирубували берези і засипали рівчаки, які тягнулись з березового гаю.
У 1971-1972 роках по вулиці змонтували тролейбусну лінію і запустили новий 8-й маршрут тролейбуса. При подальшій забудові району були змінені 6 і 7 маршрути тролейбуса, які також почали курсувати по вул. Доценка. В період існування в місті 11 маршрута, він також курсував вулицею Доценка.
У 1986 році відкрилась найбільша в районі школа — № 12.
Восени 2020 р. на перехресті вулиць Космонавтів та Доценка облаштували кругове перехрестя з трьома острівками безпеки за переходах, на що з міського бюджету було витрачено 14 мільйонів гривень; роботи виконувала підрядна організація «ШБУ-14».
З квітня по липень 2021 р. було проведено оновлення дорожнього покриття вулиці, а також вздовж проїзджої частини асфальтові пішохідні зони було переоблаштовано бруківкою, прокладено велодоріжки, облаштовано переходи із заниженими бордюрами, а також тактильною плиткою, встановлено нові зупинки, нове освітлення вулиці, а також біля 12-ї школи облаштовано підвищений пішохідний перехід.

### Історичні події

#### Ковбасна революція (1990)
У перший тиждень 1990 р. на розі вулиць Рокосовського і Доценка десь біля 19-ї години вечора сталася ДТП. У Ваз-2103 врізалася облвиконкомівська «Волга». В салоні були завідувач оргвідділу облвиконкому Валерій Заїка та водій Григорій Зінченко. Після зіткнення водій «Волги» намагався поїхати з місця ДТП, але не зміг, бо позаду заважав тролейбус. Від удару у «Волги» розкрився багажник і люди побачили в ньому копчену ковбасу, окороки, коньяк та інші продукти, що були на той час делікатесами і дефіцитом.
Чернігівці, яким за продуктами доводилось годинами стояти в чергах, обурені несправедливістю, почали громити автомобіль, потім використали його як трибуну. Виник стихійний мітинг. Потім «Волгу» потягли до будинку першого секретаря обкому. Стихійний марш протесту вщух далеко за північ лише на Красній площі, куди протестуючі притягли вже досить понівечений автомобіль.
Після нічних подій була низка мітингів, один з яких, найчисленніший (близько 10 тисяч чоловік), відбувся 7 січня біля будівлі обкому.  
Результатом мітингів стала зміна керівництва.  Було звільнено з посад ряд керівників області та міста, в тому числі першого секретаря Чернігівського обкому КПРС Палажченка Л.І., які втратили довіру і авторитет у жителів області. Вимоги мітингу, підготовлені Народним Рухом, нове керівництво виконало в незначному обсязі. Принципових змін у суспільно-політичному житті області не сталось. Але Чернігівські події показали, що позиції компартійної верхівки не є непохитними і є інші сили. Люди зрозуміли, що разом вони можуть щось змінити.  
Після Чернігова інші міста країни провели аналогічні мітинги і протести. Одна з найвідоміших акцій — це Революція на граніті. Чернігівська Ковбасна революція стала однією з тих подій, яка зіграла важливу роль у становленні незалежності України. 

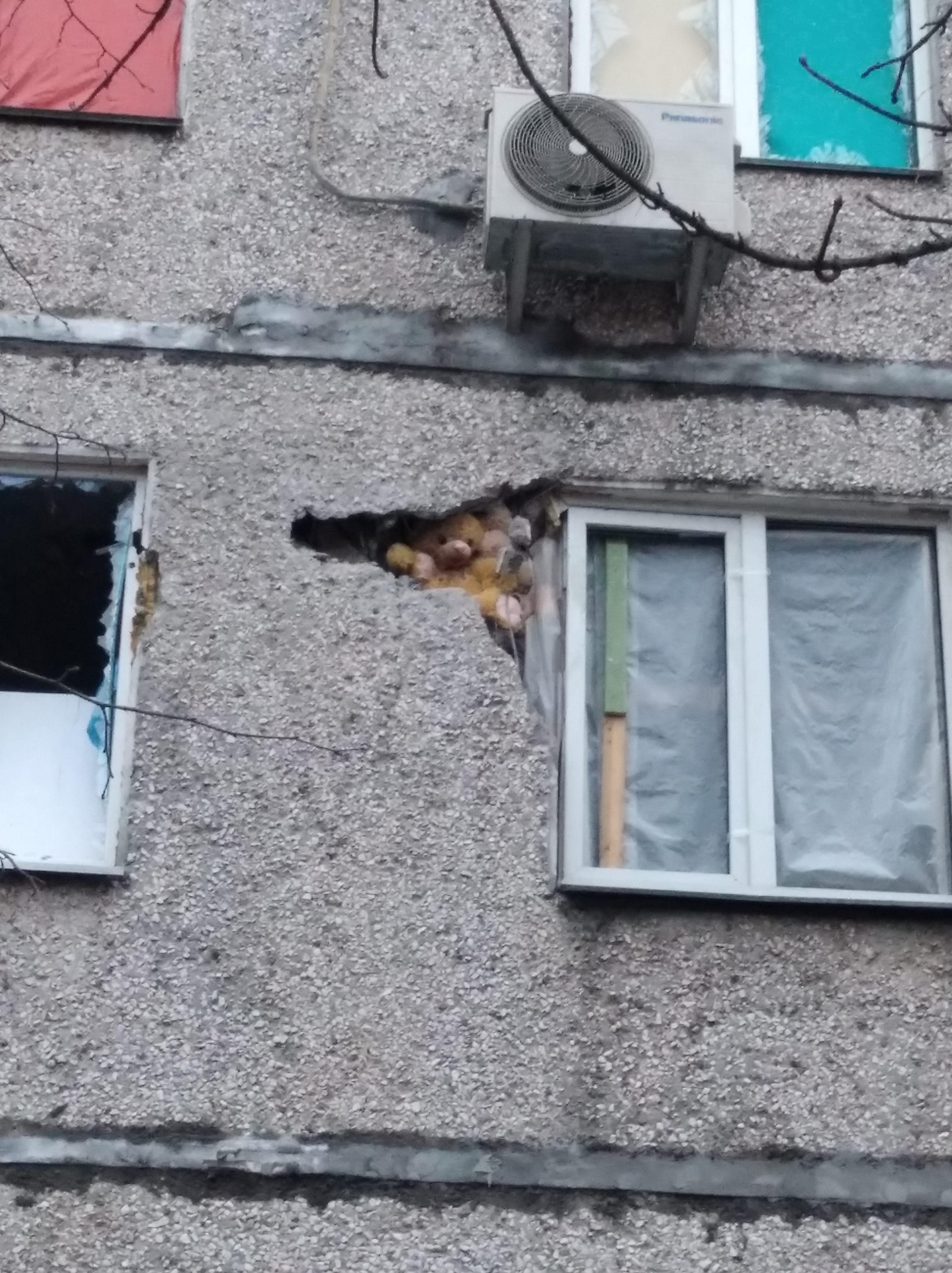
Фасад будинку на Доценка, 17, пошкоджений артилерійським снарядом у перші дні бою за Чернігів

Навесні 2020 р. на перехресті вулиць Доценка-Рокосовського команда телеканалу «UA: Чернігів» зняла документальний фільм про Ковбасну революцію. Під час одноденних нічних зйомок із перекриттям руху на перехресті і залученні тролейбуса для реконструкції подій у зйомках брали участь небайдужі до історії місцеві жителі, актори Чернігівського обласного молодіжного театру тощо. Фільм вийшов в ефірі каналу 29 квітня 2020 р.

#### Обстріл черги за хлібом (2022)
16 березня 2022 року російська армія обстріляла чергу за хлібом біля супермаркета мережі «Союз» на вулиці Доценка. Ще один снаряд вдарив по будинку неподалік. Загинули щонайменше 18 людей і 26 отримали поранення.

## Інфраструктура

### ЗСШФМП №12

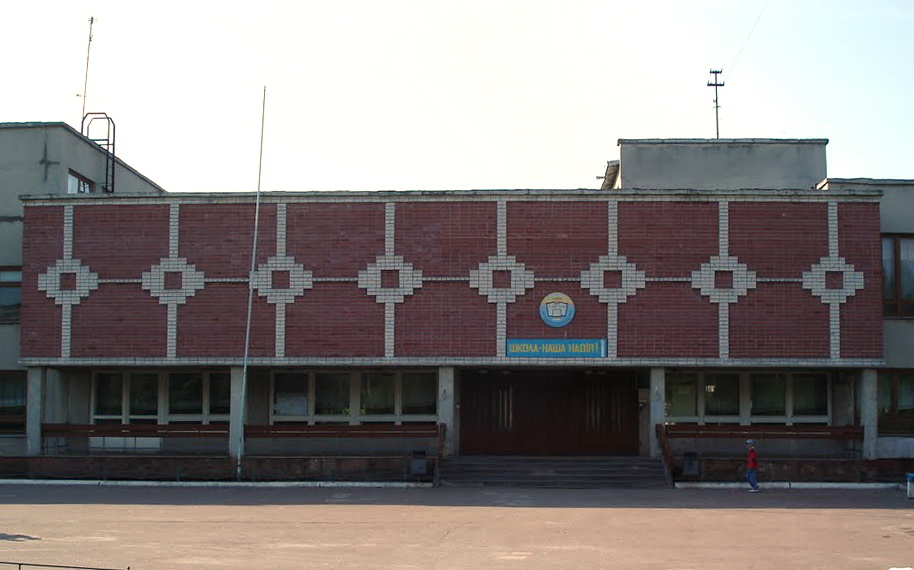
Подвір`я ЗСШФМП №12, 2006 р.

За згадкою жителів вулиці, на місці школи до будівництва розташовувалось невелике районне сміттєзвалище на пустирі.
У 1986 році робітники будівельно-монтажного поїзду №716 тресту «Белтрансбуд» розпочали будівництво школи на знак дружби між українським і білоруським народами.
Першим директором школи став Стельмах Володимир Андрійович, і обіймав цю посаду до 2000 року.
На початку 90-х років XX ст. в школі щорічно навчалось від 2 до 2,4 тис. учнів і працювало близько 150 вчителів.
Школа №12, одна з перших у місті, розпочала поступовий перехід на українську мову навчання. Вже у 1998-1999 навчальних роках, навчання велось повністю українською мовою.
За високі досягнення у викладанні точних наук, у 1997 році дирекцією Міжнародної Соросівської програми  був виданий грант школі на 9000 доларів для зміцнення навчально-матеріальної бази. 
Вчитель математики Гопаченко В. В. у 1992 році на Всеукраїнському конкурсі «Учитель року» став лауреатом, увійшовши до п’ятірки найкращих вчителів України. У 2000 році він став директором цієї школи.
З 1998 року школа реорганізована у спеціалізовану школу фізико-математичного профілю (ЗСШФМП).
У 2014-2016 рр. на стінах школи було встановлено три пам`ятні дошки випускникам, які загинули під час АТО на сході України. За цей же період було проведено повну заміну вікон школи новими вікнами.

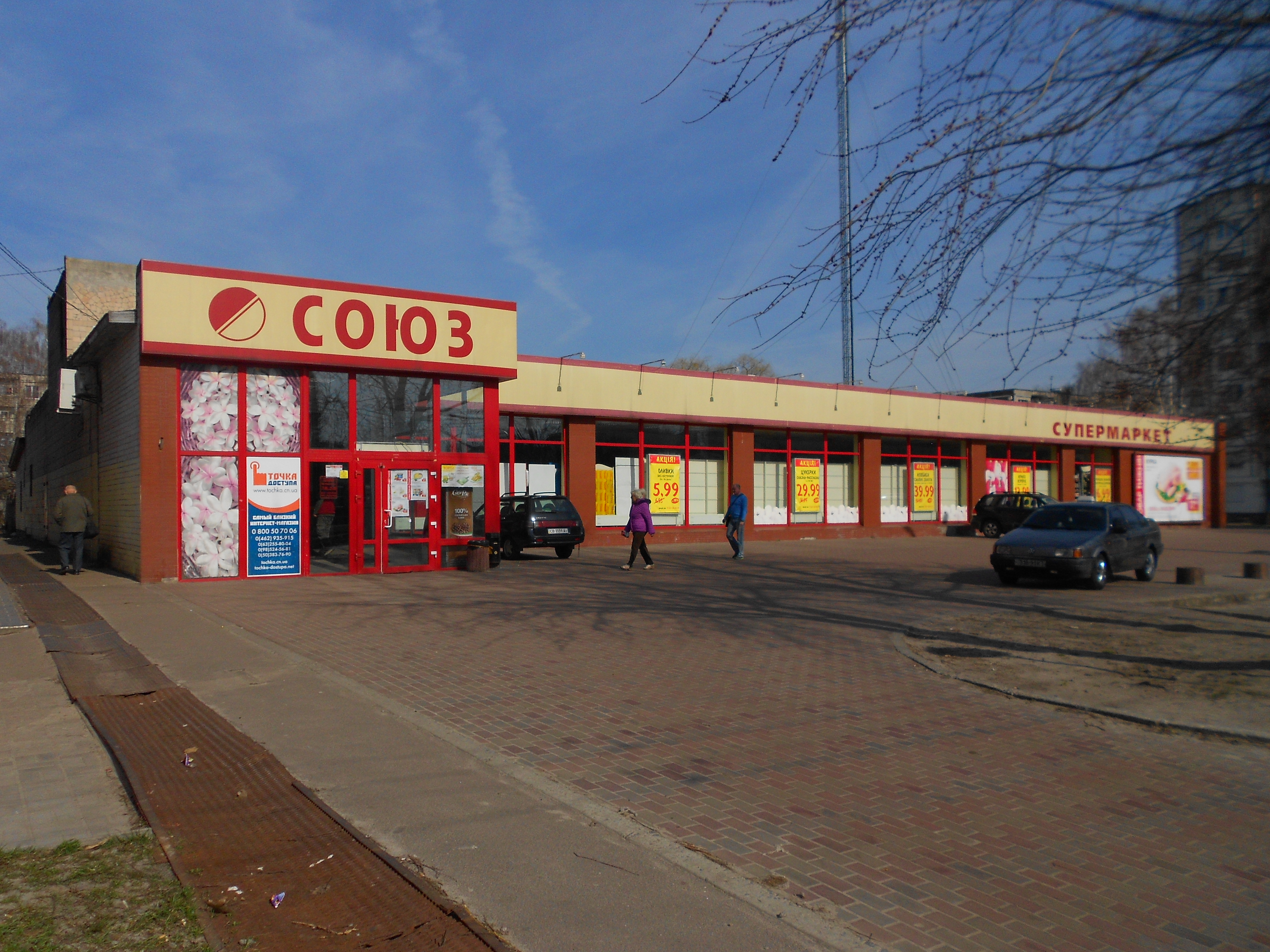
Супермаркет «Союз», вул. Доценка, 19

### Супермаркети та продуктові магазини
У першій половині 2000-х років у приміщенні районного гастроному розмістили новий супермаркет «Союз». Попри зростаючу конкуренцію із збудованими магазинами «Седам» за 12 школою, «Квартал» по вул. Пухова і «Екомаркет» на вул. Бєлова, «Союз» до появи в 2019 р. магазину АТБ-Маркет лишався основним продуктовим магазином у мікрорайоні.
12 квітня 2019 р. на іншому кінці вулиці за адресою вул. Доценка 6 відкрили новий супермаркет АТБ-Маркет. Магазин розмістили на місці колишньої аптеки «Сальвія». Приміщення аптеки повністю реконструйовано і розширено під потреби магазину, фасад нового АТБ виконано в чорних тонах. 

### Реабілітаційний центр «Відродження»
Ідея про створення центру для реабілітації дітей виникла на початку 1990-х років через збільшення рівня захворюваності дітей постраждалих від Чорнобильської катастрофи. На той час комплексних реабілітаційних центрів в Україні не існувало, тому 1992 року рада чернігівських лікарів розробили концепцію створення центру, було залучено кошти держбюджету і фінансова допомога з закордону. Приміщення для нового центру виділили на території дитячого садка № 25. Таким чином 1996 р. в Чернігові було засновано некомерційний «Центр „Відродження“» для надання реабілітаційних послуг на профілактику та коригування порушень розвитку дитини з інвалідністю, дитини, стан якої загрожує інвалідністю, навчання її основним соціальним та побутовим навичкам, розвиток здібностей, створення передумов для інтеграції у суспільство.
2006 р. до Центру додалось комунальне підприємство "Обласний центр комплексної реабілітації дітей з інвалідністю «Відродження» за адресою вул. Доценка, 34. Обидві установи щодня приймають на реабілітацію біля 200 дітей, ще 52 важкохворих перебувають на домашньому патронаті. Станом на сьогодні, у Центрі безперебійно працюють 12 відділень.
З жовтня 2016 р. біля центру було розпочато будівництво нового корпусу із гідромасажним блоком, відділом паліативної допомоги, кабінетом каніс-терапії тощо. Новий корпус наприкінці 2017 р. офіційно відкрила дружина п'ятого Президента України Марія Порошенко.
Центр відомий і закордоном: тут лікувалися діти з Прибалтики, Македонії, Польщі та Іспанії.

### Комсомольський парк («Березовий гай»)
До 80-х років XX ст. на місті парку був березовий ліс, всередині якого знаходились рівчаки від давнього русла Десни.  По завершенню забудови вулиці у березовому гаю провели асфальтовані доріжки, встановили лави і скульптури.
У 2015 р. парк знову було облаштовано: встановили нові лави, а також дитячий майданчик. Майданчик був встановлений кандидатом від пропрезидентської партії Березенка Сергія.

До дня перемоги 2016 року було проведено оновлення інфраструктури парку. З'явились нові дерев’яні лавочки, баки для сміття. Дитячі ігрові майданчики обнесли парканом, подалі облаштували спеціальні зони для барбекю. Також в парку висадили алею бузку, а в майбутньому тут посадять й десятки інших дерев. Оновлення парку проведено працівникам компанії «УкрБуд». В той же рік в парку висадили алею дубів на честь чернігівців, полеглих у зоні АТО. Кожне дерево іменне і позначене відповідною табличкою.

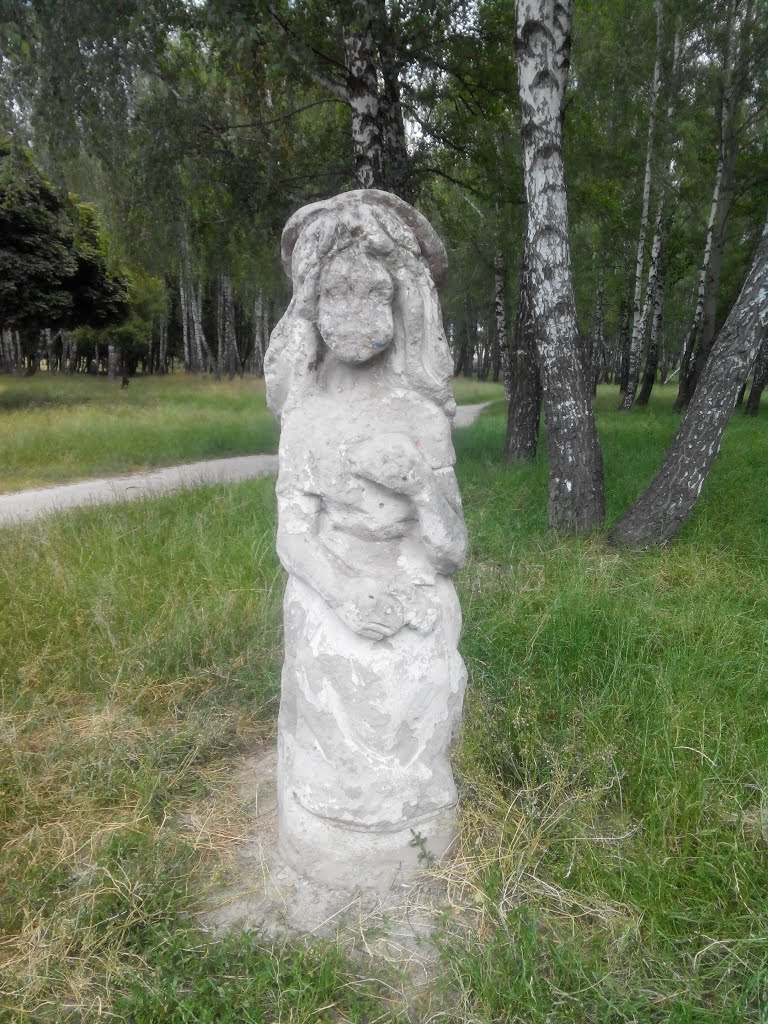
Радянське оздоблення парку

У 2017 році стався конфлікт громадськості із місцевим забудовником щодо передачі близько півтора гектари площі парку під багатоповерхову забудову. 6 червня Деснянському районному суді м. Чернігова відбувся розгляд позову забудовника «УкрСіверБуд» до міської ради щодо забудови Березового гаю. Місцева громада, а також міські еко-активісти, в цей же день вийшли на протестну акцію-перфоманс «Пікнік біля суду», відстоюючи право збереження зеленої зони. Суд відхилив позов забудовника.
Натомість було вирішено надати парку новий статус — районного парку. Відповідний проект рішення виноситься на засідання виконавчого комітету Чернігівської міської ради.

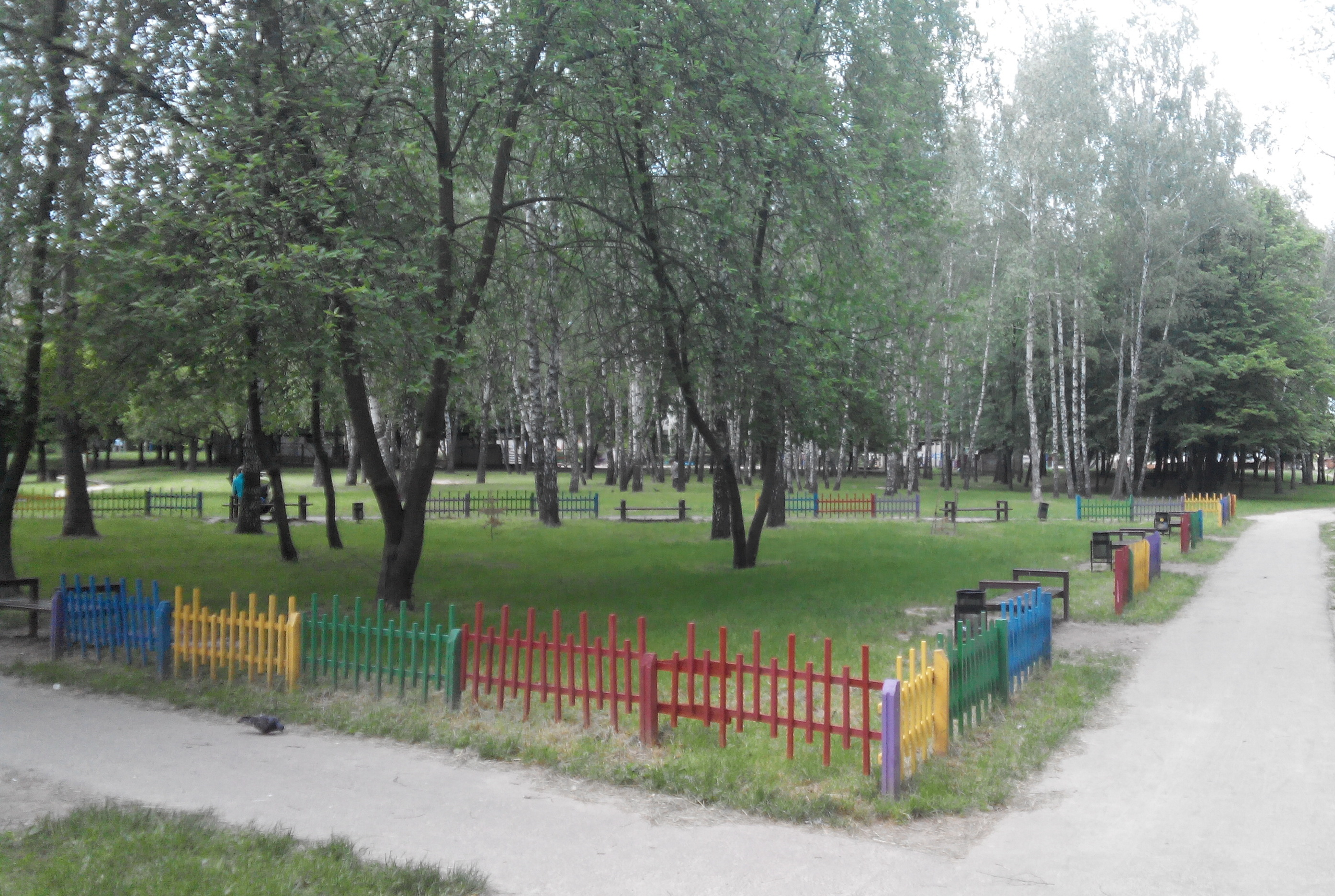
Березовий гай влітку 2017 року

Час від часу у парку влаштовують деякі міські свята.

### Транспорт
В роки активної забудови вулицею було прокладено тролейбусні лінії, що заходять з перехрестя вулиць Доценко-Рокосовського і прямують навколо 5 та 7 мікрорайонів до Другої міської лікарні та нинізбудованого ТРЦ "Голлівуд". По колу за годинниковою стрілкою по вулиці Доценко пустили маршрут тролейбуса №8, проти годинникової стрілки - 6,7. В першому десятилітті ХХІ ст. разом з шостим та сьомим маршрутами вулицею прямував маршрут тролейбуса №11 (Нині маршрут прокладено по вул.Рокосовського без заїзду до 5 та 7 мікрорайонів). В ті ж роки вулицею прямувало маршрутне таксі (автобус) №12а, нині існує, але перенумероване на №11, також в останні роки відбулись незначні зміни маршруту (зміна напрямку руху через вул.Космонавтів). 

З 18 липня 2020р. по вул.Доценко проведено оновлений маршрут автобуса №1.

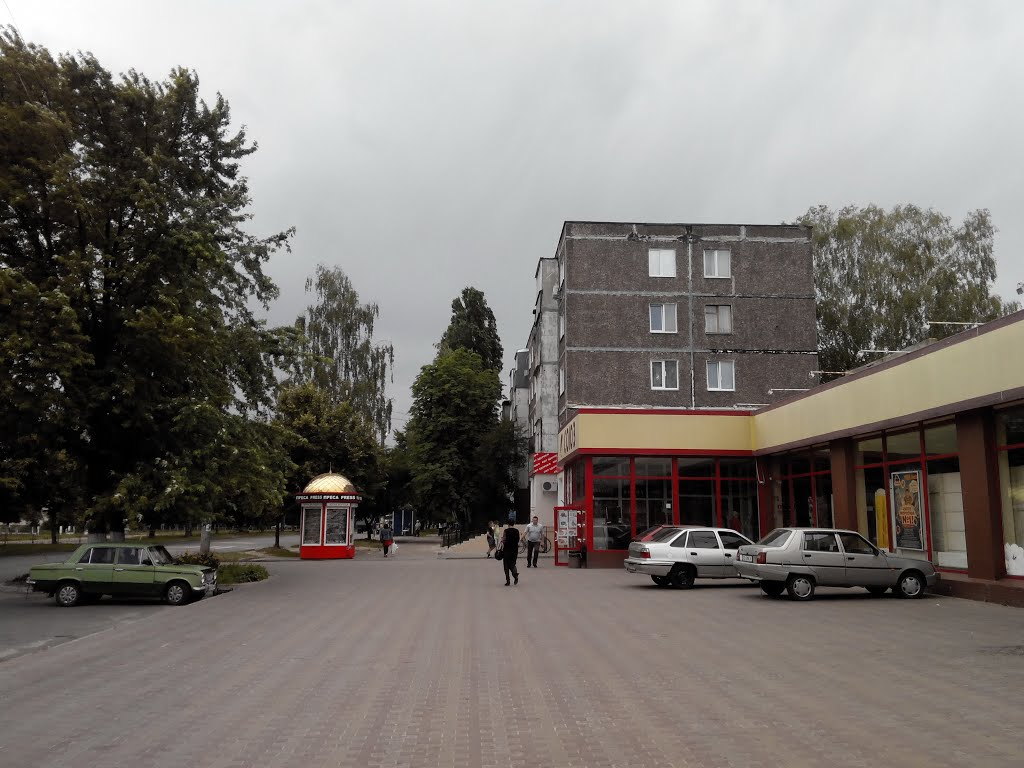
По вулиці Доценка біля "Союзу"
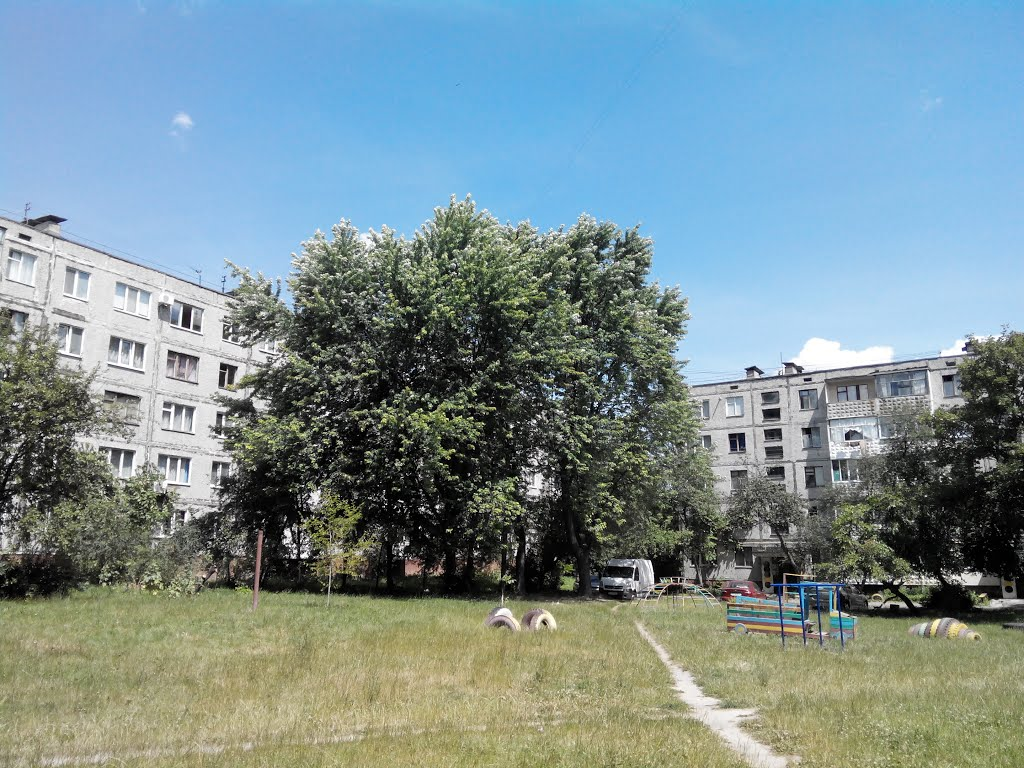
Типовий двір по вулиці Доценка